# Taekwondo na Igrzyskach Ameryki Południowej 2018
Taekwondo na Igrzyskach Ameryki Południowej 2018 odbywało się w dniach 5–6 lipca roku w Coliseo Grover Suárez w Cochabamba w ośmiu konkurencjach.

## Podsumowanie

### Klasyfikacja medalowa
| Klasyfikacja medalowa | Klasyfikacja medalowa | Klasyfikacja medalowa | Klasyfikacja medalowa | Klasyfikacja medalowa | Klasyfikacja medalowa |
| --------------------- | --------------------- | --------------------- | --------------------- | --------------------- | --------------------- |
| Miejsce               | Reprezentacja         | Złoto                 | Srebro                | Brąz                  | Razem                 |
| 1                     | Wenezuela             | 2                     | 3                     | 1                     | 6                     |
| 2                     | Kolumbia              | 2                     | 0                     | 2                     | 4                     |
| 3                     | Brazylia              | 2                     | 0                     | 2                     | 4                     |
| 3                     | Chile                 | 2                     | 0                     | 1                     | 3                     |
| 5                     | Argentyna             | 0                     | 2                     | 1                     | 3                     |
| 6                     | Ekwador               | 0                     | 1                     | 3                     | 4                     |
| 7                     | Peru                  | 0                     | 1                     | 1                     | 2                     |
| 8                     | Panama                | 0                     | 1                     | 0                     | 1                     |
| 9                     | Urugwaj               | 0                     | 0                     | 3                     | 3                     |
| 10                    | Boliwia               | 0                     | 0                     | 2                     | 2                     |

### Medaliści
| Konkurencja   | 1. miejsce          | 2. miejsce           | 3. miejsce                         |           |
| Mężczyźni     | Mężczyźni           | Mężczyźni            | Mężczyźni                          | Mężczyźni |
| ------------- | ------------------- | -------------------- | ---------------------------------- | --------- |
| do 58 kg      | Sebastián Navea     | Yohandri Granado     | Paulo Ricardo de Melo Luis Oblitas |           |
| do 68 kg      | Ignacio Morales     | Alexander Ortiz      | Franco Ríos Edgar Contreras        |           |
| do 80 kg      | Miguel Trejos       | Carlos Eduardo Rivas | Jonatan Rodríguez Paul Cornejo     |           |
| powyżej 80 kg | Maicon de Andrade   | Martín Sío           | Braian Elliot Jesús Perea          |           |
| Kobiety       |                     |                      |                                    |           |
| do 49 kg      | Virginia Dellán     | María Belén Bucheli  | Belén Briceño Camila Bezerra       |           |
| do 57 kg      | Caroline dos Santos | Carolena Carstens    | Josefina Arzuaga Alba Gómez        |           |
| do 67 kg      | Freymar Marcano     | Alexis Arnoldt       | Rocío Romero Sandra Vanegas        |           |
| powyżej 67 kg | Gloria Mosquera     | Carolina Fernández   | Candela Cazzappa Dayana Folleco    |           |